# جمشید برزگر
جمشید برزگر (زادهٔ ۲۹ مرداد ۱۳۵۰) شاعر، نویسنده و روزنامه‌نگار ایرانی است که ریاست بخش فارسی شبکهٔ رسمی خبری آلمان (دویچه وِله) را بر عهده داشته است. او روزنامه‌نگاری را از سال ۱۳۷۰ آغاز کرد. نخستین کتاب او در سال ۱۳۷۳ منتشر شد. آخرین فعالیت حرفه‌ای او در ایران سردبیری روزنامهٔ همبستگی بوده‌است.
از او چهار کتاب شعر، ده‌ها داستان و نقد ادبی، و صدها مقاله و تحلیل سیاسی منتشر شده‌است. او همچنین هفت فیلم مستند دربارهٔ زندگی و آثار شاعران و نویسندگان معاصر ایران ساخته‌ است. او برادر مجید برزگر، کارگردان و تهیه‌کننده ایرانی، است. جمشید برزگر مدیر بخش فارسی شبکهٔ رسمی خبری آلمان (اختصاری DW) بوده است. وی با اعلام رسمی در حساب توئیترش خبر از جدایی دویچه‌وله و پیوستن به شبکه من و تو را داده است.

## تحصیلات
در سال ۱۳۶۹ تحصیلات خود در رشته علوم سیاسی را در دانشکده حقوق و علوم سیاسی دانشگاه تهران ادامه داد. در سال ۱۳۷۳ با رتبه اول، در مقطع کارشناسی ارشد پذیرفته شد و در سال ۱۳۷۶ با دفاع از پایان‌نامه خود تحت عنوان «اجتماعی نشدن سیاست و پیدایش مبارزات سازمان یافته مسلحانه در ایران؛ بحثی در جامعه‌شناسی مبارزات چریکی» فوق لیسانس خود در را رشته علوم سیاسی از دانشکده حقوق و علوم سیاسی دانشگاه تهران دریافت کرد. در سال ۱۳۸۱ در مقطع دکترای علوم سیاسی در دانشگاه وین پذیرفته شد.

## روزنامه‌نگاری
در فاصله سال‌های ۱۳۷۰ تا ۱۳۸۰، به عنوان ویراستار، یادداشت نویس، خبرنگار و گزارشگر، دبیر سرویس و سردبیر در روزنامه‌ها و نشریات مختلف از جمله ایران، گزارش روز، انتخاب، همبستگی، تکاپو، معیار و کارنامه کار کرد.
پس از خروج از ایران در سال ۱۳۸۰، به‌عنوان تحلیلگر مسایل ایران، همکاری خود با بخش فارسی بی‌بی‌سی را آغاز کرد. در سال ۱۳۸۷، به عنوان سردبیر وبسایت رادیو فردا به پراگ رفت و وبسایت جدید این رادیو را طراحی و راه اندازی کرد. در سال ۱۳۸۹ به لندن بازگشت و رئیس وبسایت و رادیو بخش فارسی بی‌بی‌سی شد. از سال ۱۳۹۳ به عنوان تحلیلگر ارشد مسایل ایران در بی‌بی‌سی به کار خود ادامه داده‌است.
او در این سال‌ها صدها مقاله و تحلیل سیاسی منتشر کرده و هفت فیلم مستند به همراه گفتگوهایی بلند با سیمین بهبهانی، محمود دولت‌آبادی، سیاوش کسرایی، محمدعلی سپانلو، اسماعیل خویی، جواد مجابی و شمس لنگرودی ساخته‌است.

## ادبیات
جمشید برزگر، نوشتن و سرودن شعر را از دوران نوجوانی آغاز کرد. نخستین کتاب شعر او در سال ۱۳۷۳ در تهران منتشر شد. او در کنار نوشتن و فعالیت در حوزه نقد و ادبیات، در کارهای جمعی نویسندگان مشارکت فعال داشت. در سال ۱۳۷۷ به عنوان منشی کانون نویسندگان ایران انتخاب شد و در سال ۱۳۷۸ به عضویت هیئت دبیران کانون نویسندگان ایران درآمد.

## کتاب‌ها
- در آفتاب دویدن، ۱۳۷۳، تهران
- هر عمر راه بر خود بریدم، ۱۳۷۶، تهران
- مثل پرنده درخت را فراموش می‌کنی، ۱۳۸۰، تهران
- روزنامهٔ تعطیل، ۱۳۹۶، لندن. (این کتاب از سال ۱۳۷۹ به این سو اجازهٔ انتشار در ایران نگرفت.[۱۱])